# Brotia hoabinhensis
Brotia hoabinhensis е вид охлюв от семейство Pachychilidae. Видът е уязвим и сериозно застрашен от изчезване.

## Разпространение и местообитание
Разпространен е във Виетнам.
Обитава пясъчните дъна на сладководни басейни.